# ليبيراريثينج
ليبيراريثينج هو موقع ويب من نوع فهرس مكتبة وتطبيق فهرسة اجتماعية ‏ لتخزين ومشاركة كتالوجات الكتب وأنواع مختلفة من البيانات الوصفية للكتب. يُستخدَم من قبل المؤلفين والأفراد والمكتبات والناشرين.
طُوِّر ليبيراريثينج، ومقرها في بورتلاند، ماين، بواسطة تيم سبالدينج وأُطلِق في 29 أغسطس 2005، على نموذج أعمال المشتركين في فريميوم، لأنه «كان من المهم أن يكون لدينا عملاء، وليس "جمهورًا" نبيعه للمعلنين.» وركزوا بدلاً من ذلك على صنع سلسلة من المنتجات للمكتبات الأكاديمية. بدافع من فرص الفهرسة والتحديات المالية التي فرضها جائحة كوفيد-19، أصبحت الخدمة "مجانية للجميع" في 8 مارس 2020، مع الحفاظ على الوعد بعدم استخدام الإعلانات أبدًا على المستخدمين المسجلين. اعتبارًا من فبراير 2021، أصبح لديه 2,600,000 مستخدم وأكثر من 155 مليون كتاب مفهرسة، ويستمد البيانات من أمازون ومن آلاف المكتبات التي تستخدم بروتوكول الفهرسة Z39.50.

## وصلات خارجية
- الموقع الرسمي